# Donacia hirtihumeralis
Donacia hirtihumeralis es una especie de insecto coleóptero de la familia Chrysomelidae.
Fue descrita científicamente en 1987 por Komiya & Kubota.